# Giovanni Rossi (partigiano)
Giovanni Rossi (Sassuolo, 3 marzo 1913 – Frassinoro, 28 febbraio 1944) è stato un partigiano italiano, figura controversa della resistenza durante la seconda guerra mondiale.

## Biografia
Giovanni Rossi nacque a San Michele dei Mucchietti, frazione di Sassuolo, il 3 marzo 1913. I suoi genitori furono Erminio Rossi e Dirce Teresa Valentini (figlia di Giustiniano e Maria Buffagni, nata a Pigneto il 14 ottobre 1893 e morta a Sassuolo il 19 febbraio 1957), i quali contrassero matrimonio soltanto il 16 novembre 1922 a Prignano sulla Secchia, dunque all'anagrafe Giovanni fu inizialmente registrato come figlio del solo Erminio. Aveva una sorella minore, Ines, morta nel 2015.
Allo scoppio della seconda guerra mondiale, Rossi fu arruolato nell'esercito e inviato a combattere in Jugoslavia, dove apprese le tecniche di guerriglia dei partigiani comunisti di Josip Broz Tito. Rientrato dal fronte, nel novembre 1943 salì in montagna con un gruppo di ragazzi sassolesi non inquadrati in alcuna specifica ideologia e con essi costituì uno dei primi nuclei combattenti della resistenza modenese, da lui stesso capeggiato. Di tale formazione facevano parte, tra gli altri, i fratelli Norma e Giuseppe Barbolini, il tenente salernitano Ugo Stanzione, Virgilio Taglini e Antonio Braglia.
Rossi e i suoi compagni si resero protagonisti di svariati episodi significativi, come l'assalto spettacolare alla caserma della Guardia Nazionale Repubblicana di Pavullo nel Frignano, messo a segno il 7 gennaio 1944 e terminato con la morte di un soldato della GNR e la cattura di una trentina tra carabinieri e soldati tedeschi. La loro popolarità tra le popolazioni della montagna cominciò ad essere mal digerita dai vertici del locale Partito Comunista Italiano, che aspiravano ad ottenere l'egemonia del movimento resistenziale modenese. D'altro canto, Rossi si oppose a qualsiasi infiltrazione ideologica all'interno della sua formazione, rifiutando di cederne le redini ad un commissario politico inviato dal partito comunista. Ben presto la situazione precipitò: la formazione di Rossi subì un primo duro colpo a causa dell'infiltrazione di un criminale comune, tale Alberto Fini, autore di vari episodi criminosi contro la popolazione locale poi culminati nell'uccisione immotivata di un civile, Battista Stefani. Il tenente Stanzione, incaricato della sua esecuzione, venne anticipato e ferito mortalmente dal Fini. Gli attriti con i referenti del partico comunista modenese aumentarono considerevolmente e nacquero anche i primi dissidi all'interno della formazione stessa.
Infine, il 28 febbraio 1944 Rossi venne ucciso nel sonno a Monterotondo, località di Frassinoro, dal partigiano modenese Zuilio Rossi. Successivamente, si cercò di giustificare l'eliminazione di Rossi attribuendone la colpa al suo carattere ribelle, sprezzante e violento, oltre che a presunti prelievi indiscrimati da lui effettuati e per i quali fu inviso al PCI. In realtà fu ucciso perché non voleva consegnare la sua formazione nelle mani del PCI.
Giovanni Rossi fu sepolto nel Sacrario della Resistenza del cimitero monumentale di San Prospero a Sassuolo. Sulla sua lapide viene erroneamente indicata come data della morte il 3 marzo 1944.